# Isabella van Beeck Calkoen

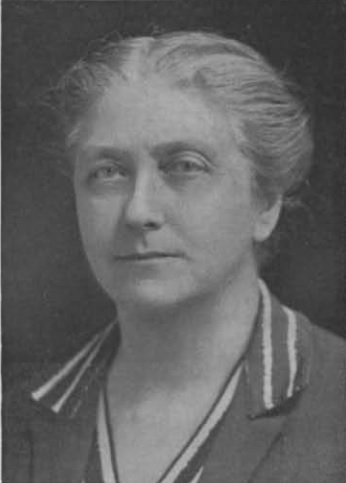
Isabella van Beeck Calkoen

Isabella Antonia Lucretia van Beeck Calkoen (* 4. April 1883 in Utrecht; † 10. Juli 1945 ebenda) war eine niederländische Bildhauerin.

## Leben und Werk

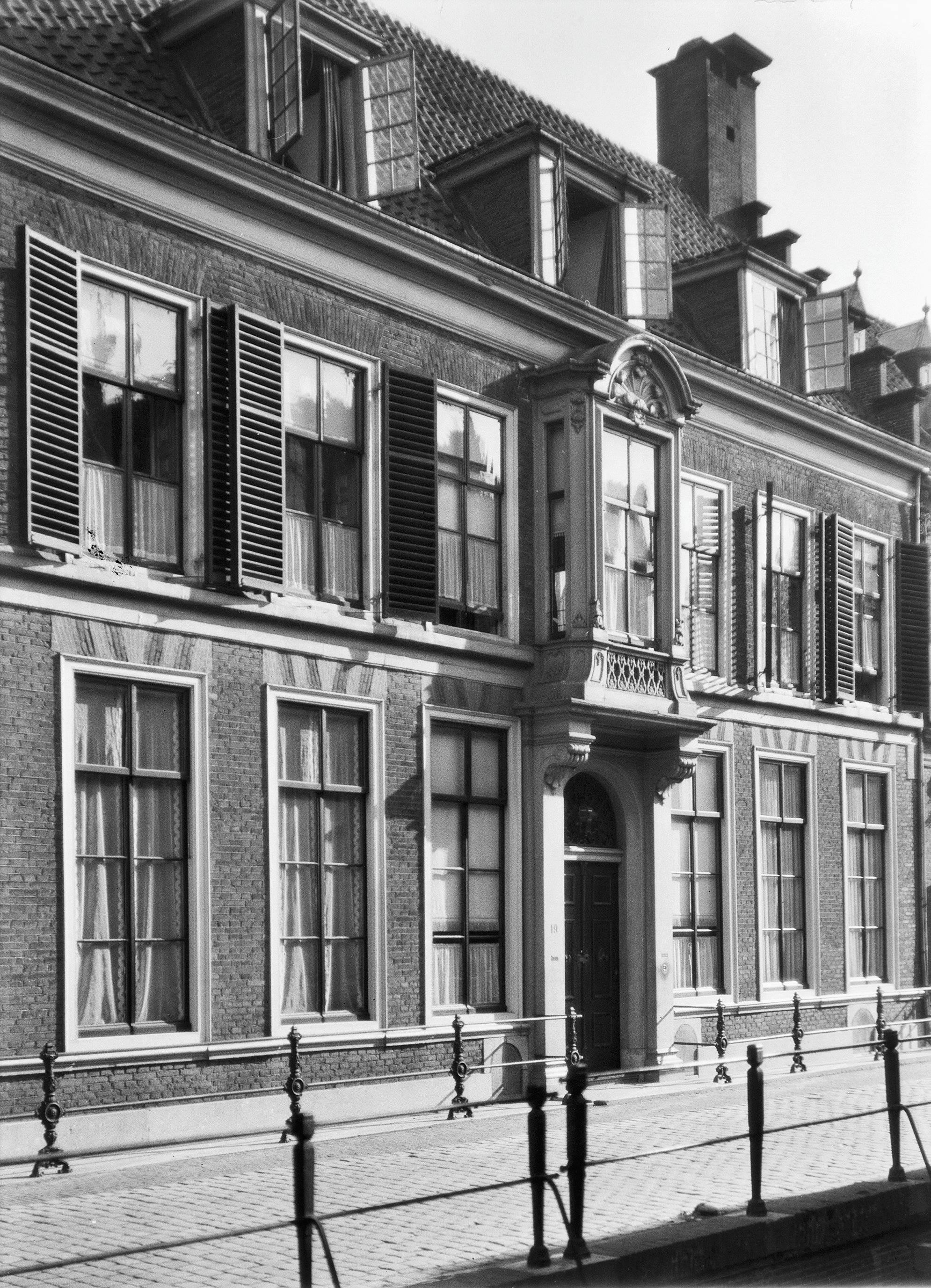
Drift 19, Utrecht

Isabella van Beeck Calkoen wurde als zehntes und letztes Kind von Aarnoud Willem van Beeck Calkoen (1842–1922) und Pauline Albertine Ram (1845–1885) in Utrecht geboren. Sie entstammte der Familie Calkoen, einer Amsterdamer Patrizier- und Regentenfamilie, die auch dem niederländischen Adel zugehörig ist. Sie wuchs mit ihren Geschwistern, darunter Aarnoud Jan (1869–1889), Francisca Johanna (1870–1947), Willem Jabes (1871–1945), Albert Jan Leonard (1874–1949), Magdalena Maria (1876–1942), Wilhelmina Cornelia (1878–1962) und Jan Frederik (1880–1966) im Haus Drift 19 in Utrecht auf, das ihre Eltern 1872 gekauft hatten.
Isabella van Beeck Calkoen studierte an der University of the Arts London um Bildhauerei und Holzschnitzerei zu erlernen. Danach nahm sie Unterricht an der Kunstgewerbeschule in Amsterdam bei Wilhelmus Marinus Retera und unternahm Studienreisen in die wichtigsten Kunstzentren Europas, wobei ihre besondere Vorliebe Italien galt. Sie beteiligte sich an den Gruppenausstellungen Onze kunst van heden im Rijksmuseum Amsterdam 1939 und Pro Arte Christiani 1941 im Stedelijk Museum in Amsterdam.
Isabella van Beeck Calkoen schuf christlich-religiöse Arbeiten für Kirchen in Utrecht, Zwolle, Ede, Nijmwegen, Turnhout und Evere. Außerdem fertigte sie Büsten, wie etwa von Königin Wilhelmina für die Polytechnische Schule in Leeuwarden und weitere für die Seefahrtschule Rotterdam und ein Denkmal für Christian Pulmann in Soestdijk. Sie arbeitete mit Bronze, Sandstein und Gips.
Isabella van Beeck Calkoen starb 1945 an ihrem Wohnort in Utrecht und wurde auf dem Begraafplaats Soestbergen an der Gansstraat 167 in Utrecht beigesetzt.
Im Centraal Museum Utrecht befindet sich eine Bronzebüste der Heiligen Agnes und die Plastik Im Sturm aus bronziertem Gips.

## Werke (Auswahl)

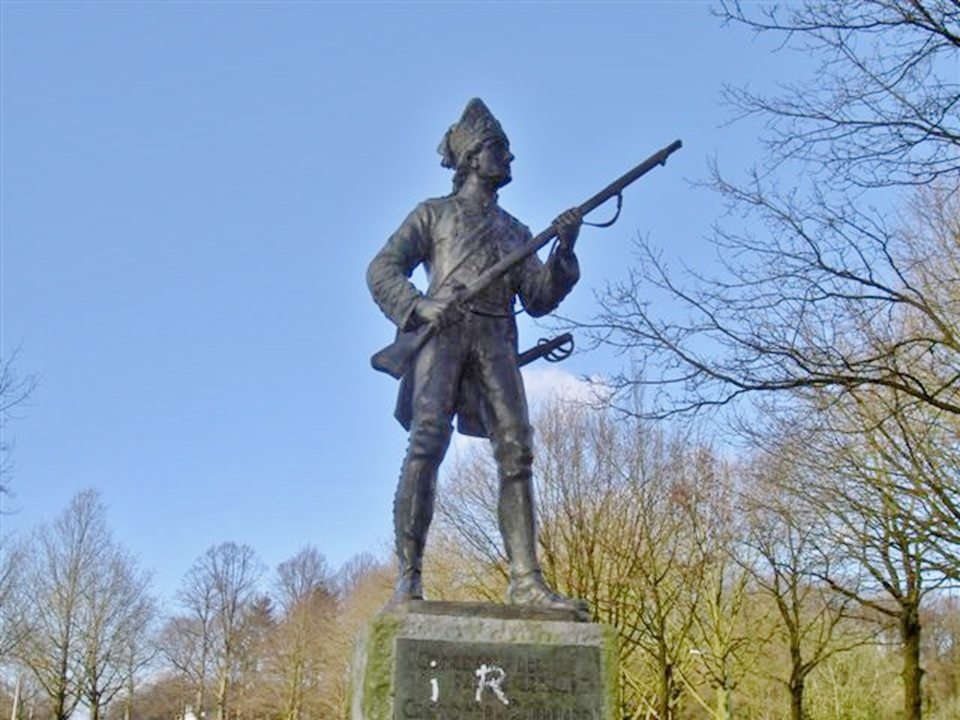
Christoffel Pullman

- Büste Cornelis Jacobus Snijders. Schloss Doorwerth, Renkum
- 1935: Büste Heinrich zu Mecklenburg. Seefahrtsschule, Rotterdam
- 1937: Monument Christoffel Pullmann. Amsterdamsestraatweg / Praamgracht, Palais Soestdijk, Baarn
- 1937: Büste Königin Wilhelmina. Stadhuis van Stavoren, Stavoren
- 1937: Büste Königin Wilhelmina. Polytechnische Schule, Leeuwarden[4]
- 1937: Statue St. Agnes. Centraal Museum Utrecht
- ca. 1938/1939: Relief Dubbelportret van Jacob Cornelis Broers en Cornelis Anne denTex. Universität Utrecht
- 1939: Büste Dorus Rijkers. Theodorus Rijkersstraat 27–45, Dorus Rijkershofje, Den Helder
- 1940: Gedenktafel Paul Kruger. Maliebaan 89, Utrecht (aufgestellt 1950)[8]
- 1940: Gedenktafel Jan van Kan. Bosweg, Noordwijk
- 1941: Gedenktafel Catharina van Rennes. Utrecht
- 1943: Bronzerelief Hiddo Jan Lameris. Academisch Ziekenhuis Utrecht
- vor 1946: Plastik Im Sturm. bronzierter Gips, Centraal Museum Utrecht
- vor 1946: Kriegsmahnmal Den Vaderlant getrouwe. Prins Hendriklaan, Den Helder (aufgestellt 1950)[6][9]

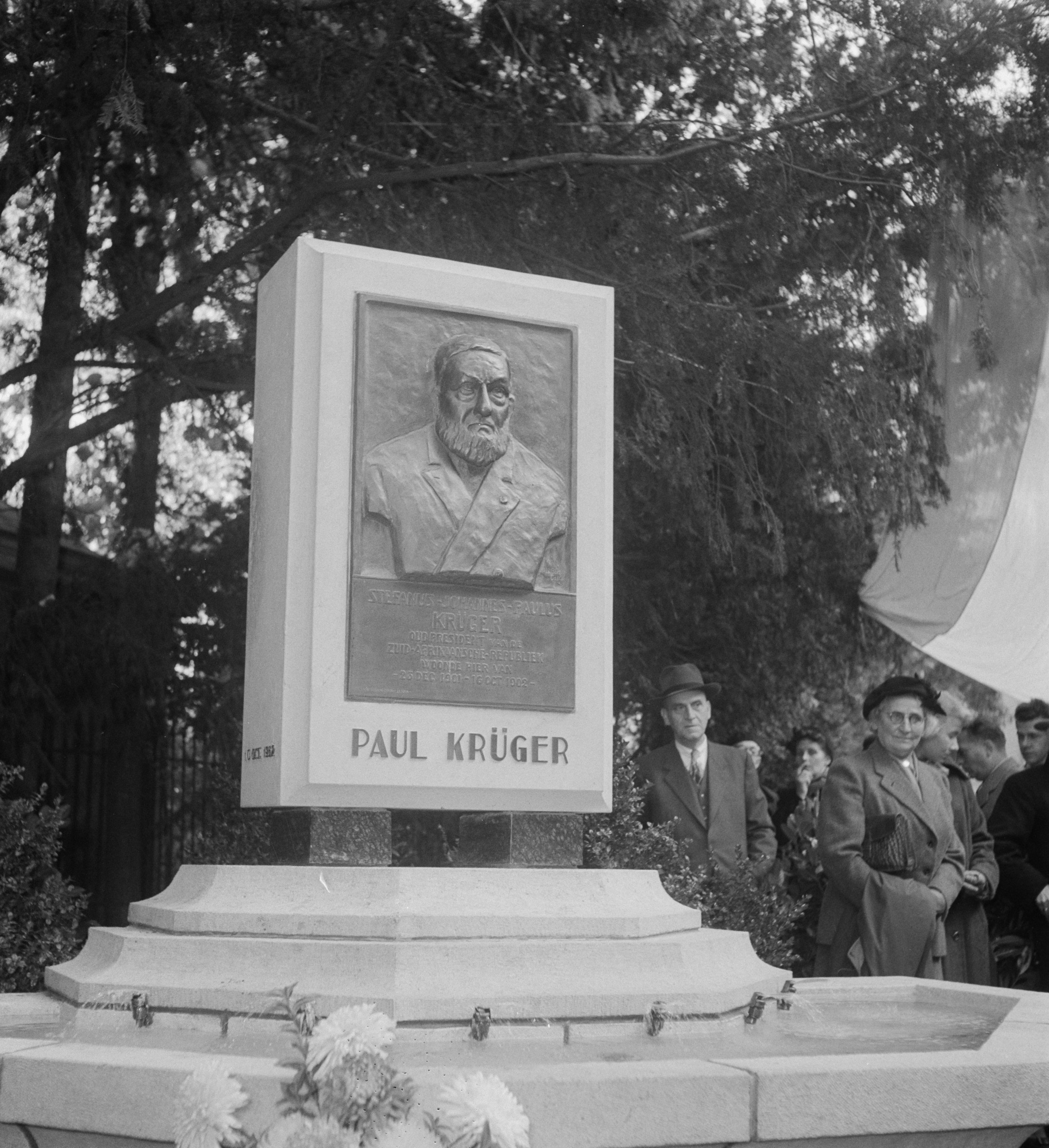
Monument Paul Kruger
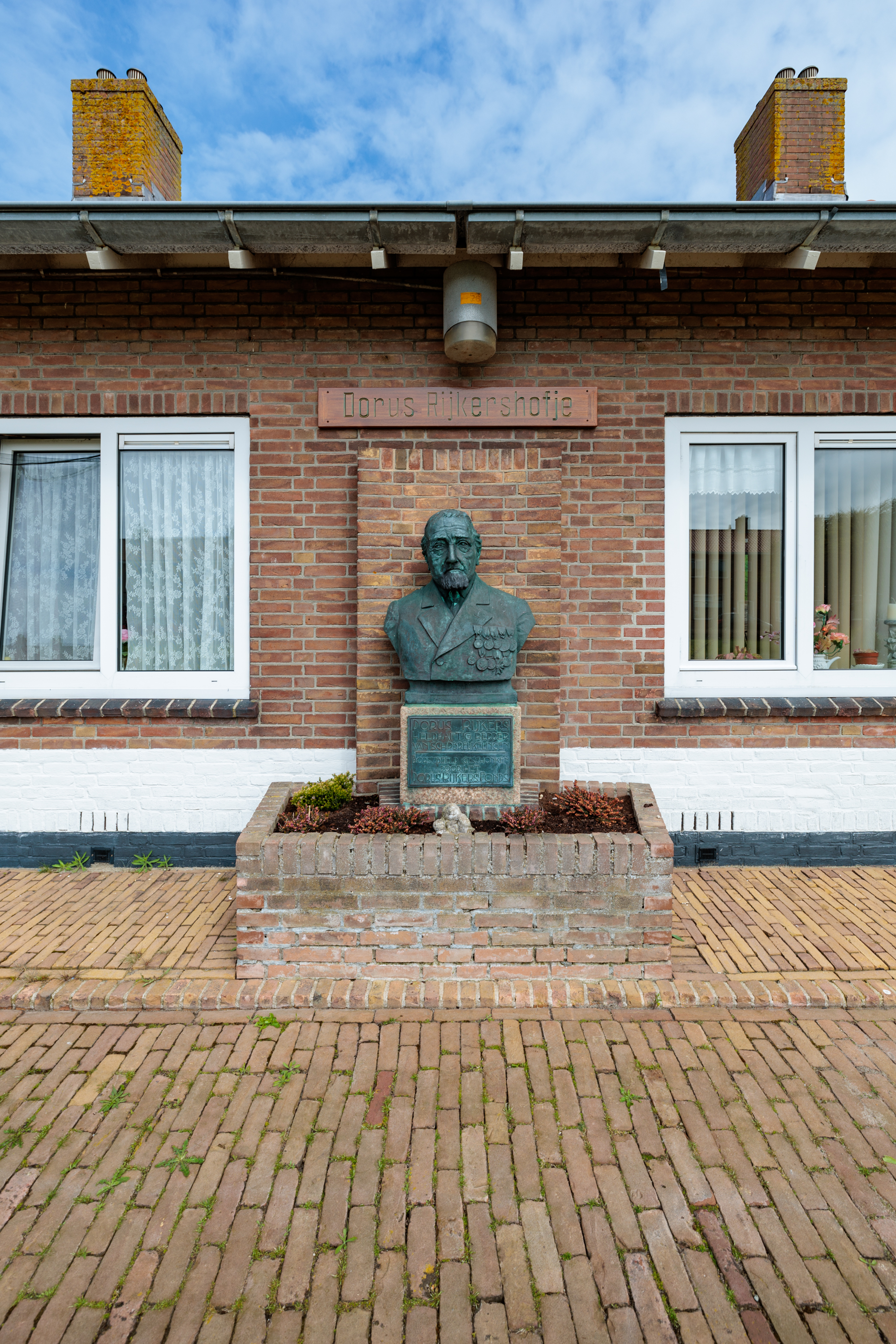
Dorus Rijkers
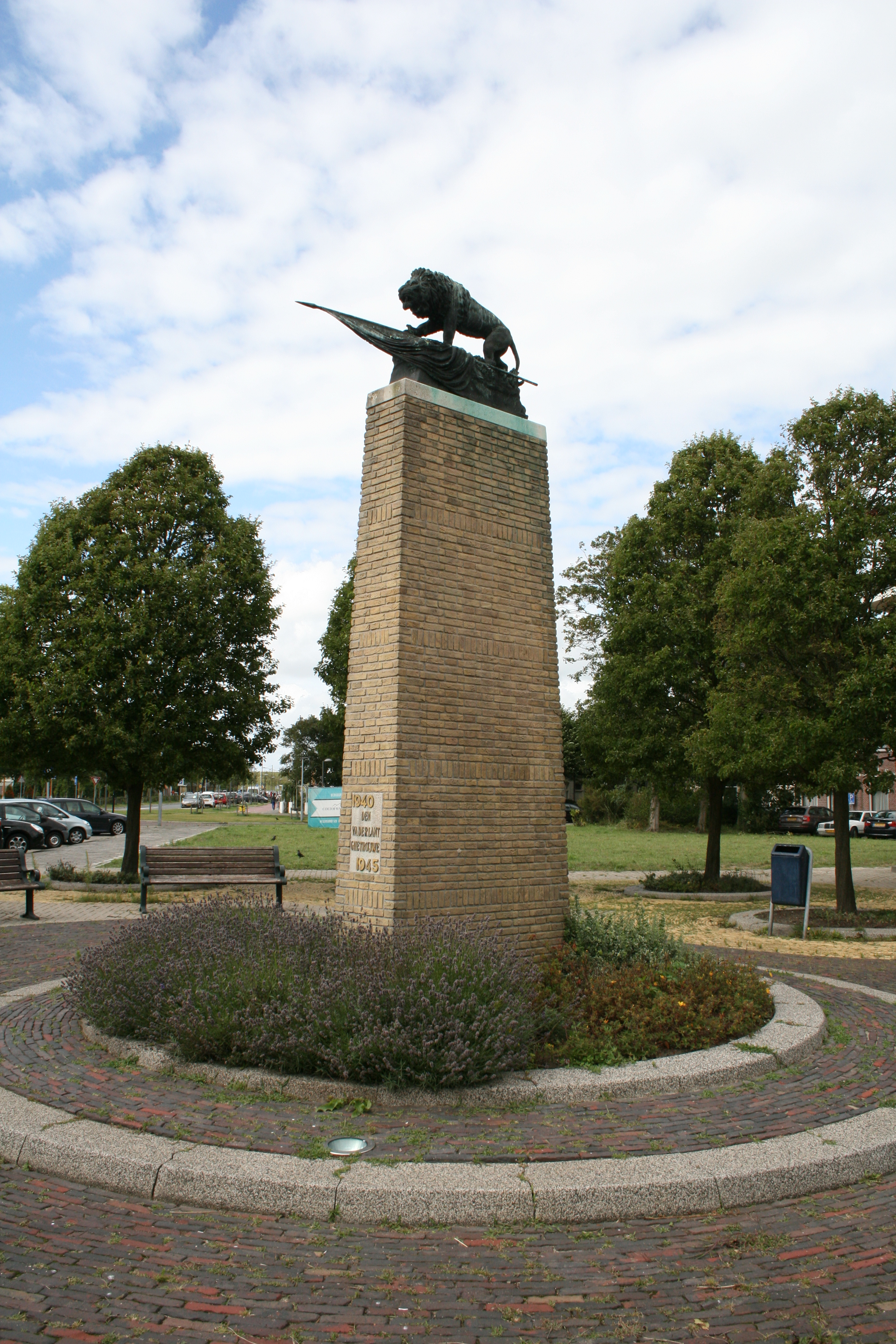
Den Vaderlant getrouwe
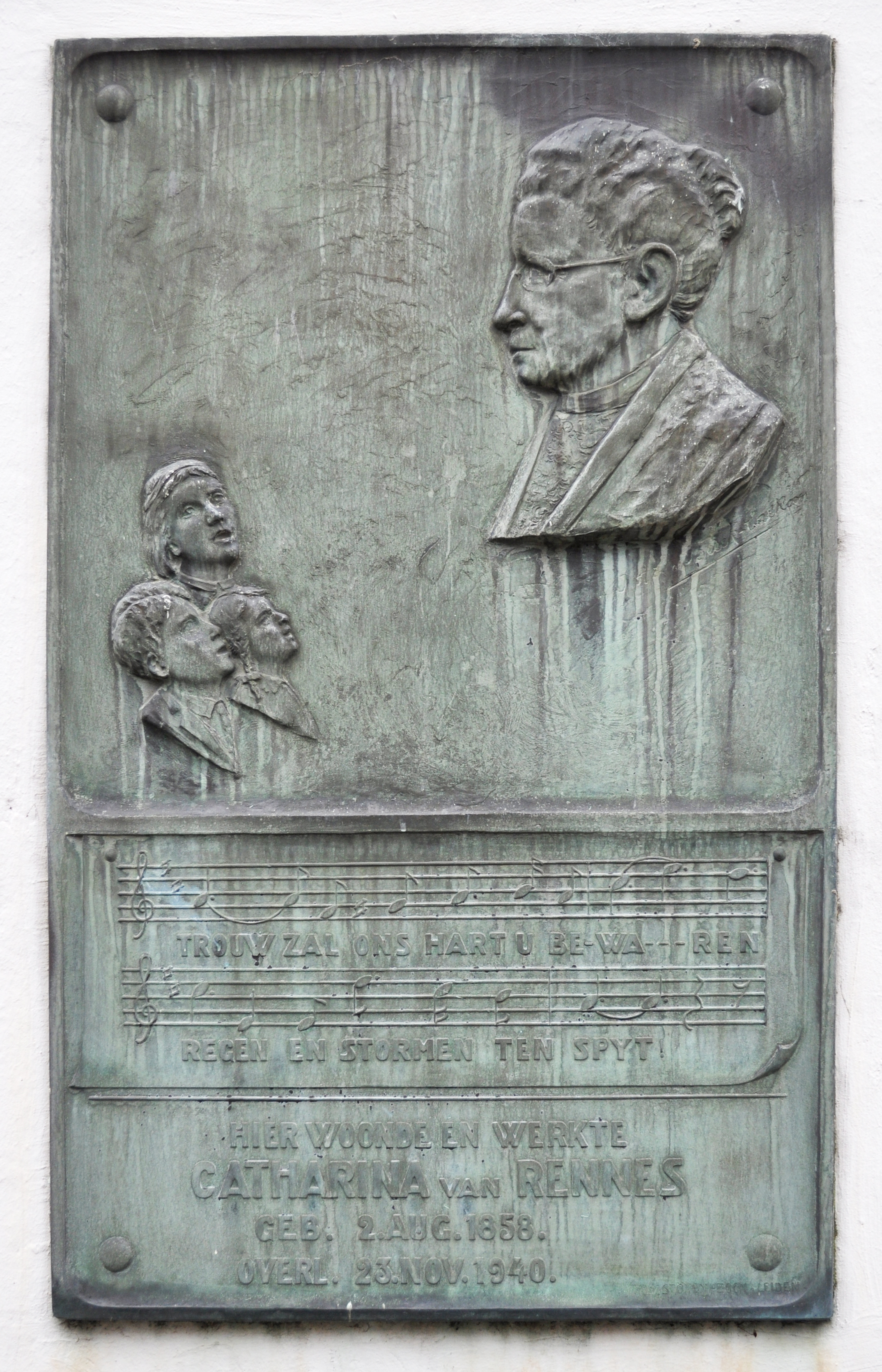
Catharina van Reness
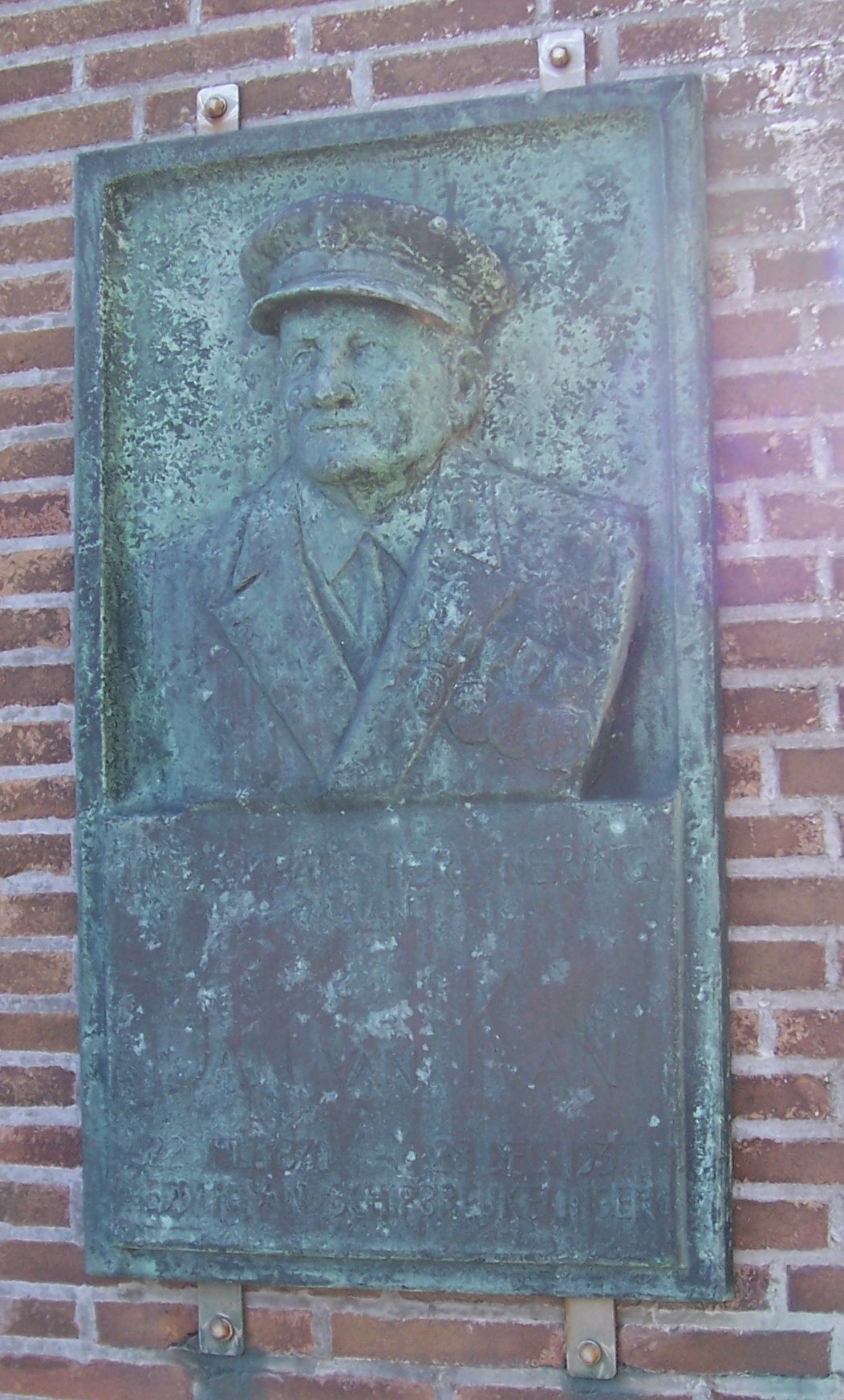
Jan van Kan